# Calamotropha toxophorus
Calamotropha toxophorus là một loài bướm đêm trong họ Crambidae.